# 閩北語
閩北語（びんほくご、ミンベイご）は、シナ・チベット語族、シナ語派、閩語に属する言語である。話者は主に福建省北西部にある南平市にいる。